# ヘリテージツーリズム
ヘリテージツーリズム（heritage tourism）とは、ヘリテージすなわち遺産（文化遺産や自然遺産）を観光資源として利用すること。ヘリテイジツーリズムとも書く。
2002年の国連文化遺産年をきっかけにユネスコが世界観光機関(UNWTO)などと世界遺産を途上国での雇用確保と保全費用捻出のための収益源にすべく活用する「世界遺産と持続可能な観光プログラム」を作成し、遺産の商品化を解禁したことで波及した。
アメリカの市場調査によると、新型コロナウイルス感染症の流行により2020年の観光業は世界的に壊滅状態となったが、ヘリテージツーリズム（主として世界遺産訪問）への関心から移動の自由や衛生面での安全が担保されれば、ヘリテージツーリズム（交通や宿泊などの関連産業を含む）だけで全世界で2026年までに10兆円産業に成長するとの試算がある。
一方日本においては既存の近世までの文化財に対し明治以降の近代化遺産（近代化産業遺産）で、特に地域の産業遺産を保存し活用することで産業の発展を支えてきた各種技術や先人の営みを後世に伝え、地域に優れた産業技術が存在したことを地域や住民の誇りにつなげるとともに、外部の人が訪れガイドの案内等を通じて学習・交流する旅行のことを指す。
日本では平成期以降に新しい旅行・観光の姿として注目されており、対象となる産業遺構は主として近代以降のもので保存状態のよい物件が対象となる。

## 日本においてヘリテージツーリズム活動の行われている地域

### 鉱山・炭鉱
- 福島県いわき市
- 愛媛県新居浜市